# Maun (sziget)
Maun (olaszul: Maon) egy hosszúkás sziget az Adriai-tengerben, Horvátországban, Pagtól nyugatra.

## Leírása
Maunt Pag szigetétől a Maun-csatorna választja el. Pohlip, Olib és Planik szigetétől keletre, Škarda szigetétől délre, Malitól és Veliki Brušnjaktól északra fekszik. Területe 8,5 km². Kréta kori mészkőből épül fel. Hosszúsága 8,9 km, szélessége 1,4 km, magassága 65 m. Növényzete ritkás, alacsony bokrokból és fűbúl áll. 23,9 km hosszú tengerpartja van. A nagyobb öblök a Koromačna és a Dražica. A sziget északi részének belsejében több, időlegesen lakott ház található.

## Éghajlata
A sziget éghajlata mérsékelt. Az éves átlaghőmérséklet 15 °C. A legmelegebb hónap a július, amikor az átlagos hőmérséklet 24 °C, a leghidegebb pedig a február, 8 °C-kal. Az átlagos évi csapadékmennyiség 1969 milliméter. A legcsapadékosabb hónap  november, átlagosan 273 mm csapadékkal, a legszárazabb pedig A június, 87 mm csapadékkal.

## Története
Maun szigete, amely Pag és Olib szigete között helyezkedik el, már IV. Krešimir horvát király 1069-ben kelt adománylevelében szerepel, melyben a szigetet a zárai Szent Krševan kolostornak adja. Nem világos, hogy a sziget mikor került a horvát királyok birtokába, de minden bizonnyal ez legkésőbb a 11. században történt, amikor Pag és Maun szigeteinek déli része már a horvát állam államterületéhez tartozott. 1187-ben miután Velence III. Béla horvát-magyar király felett győzelmet aratott Maun a Velencei Köztársaság birtokába került. A velencei uralom nem sokáig tartott, mert már 1190 májusában a záraiak heves csatában Trennél legyőzték a velenceieket. Ekkor szabadították fel Pag szigetét és annak szomszédos szigeteit is. Ugyanebben az évben a záraiak hálájuk jeleként a velencei haditengerészet felett aratott győzelemért visszajuttatták a szigetet a Szent Krševan kolostornak, azzal az ígértettel, hogy „mindenkor megkímélik a látható és láthatatlan ellenségek támadásától”. Ebben az okiratban kifejezetten említik a szigeteken található legelők létezését, amelyek csak kisebb állatok legeltetésére voltak alkalmasak. Nem volt elhanyagolható az a tény sem, hogy a sziget körüli vizek gazdagok voltak különféle halakban. 1195 májusában Maunon templomot építettek, amelyet Szent György tiszteletére szenteltek. Ebből az alkalomból III. Celesztin pápa a kolostort, többek között a sziget és az említett templom, valamint annak vizein található összes halászterület törvényes birtoklásában megerősítette. Ez tulajdonképpen azt jelentette, hogy a pápa védelme alá vette az egész kolostort annak minden javával együtt. Amikor a velenceiek és a keresztesek 1202-ben elpusztították Zárát, valószínűleg kifosztották Maun szigetét is, de erre nincs írásos bizonyíték. Celesztin pápa 1204. február 4-én halt meg. Ekkor újból megerősítette a kolostort birtokaiban, valószínűleg azért, mert felelősnek érezte magát azért, mert nem tudta lebeszélni a velenceieket és segítőiket Zára város elfoglalásáról. A kolostor apátja, Damján ugyanis kifejezetten kérte a szigetnek a visszaszolgáltatását, amelyet a pápa segítségével kaptak meg, így a kolostor vagyonával kapcsolatos vita rendeződött. Maun, bár viszonylag kicsi és kopár sziget volt, kétségtelenül volt bizonyos gazdasági jelentősége. Mindez arra utal, hogy akkoriban a szigeten sok állandó lakos volt, akik megművelték a földet és legeltettek. 
1222-ben Zára városa birtokába vette Maunt, mely perhez vezetett az egyház és a város között. A per vége az lett, hogy Zárának a pápai legátus és a zadari érsek előtt kellett kijelentenie, hogy a szigetet a kolostor birtokában meghagyja. A kolostor 1315. június 1-jén tartott árverésen zálogba adta a szigetet a Krševan de Soppe zárai nemesnek azzal, hogy amikor szükségét érzi azt bármikor visszaveheti. Nem ismert, hogy valaha is volt nézeteltérés a szerződő felek között, de tény, hogy a kolostor 1356-ban újra bérbe adta a szigetet. Az is ismert, hogy a kolostor a 14. század közepén a sziget birtoklásáért évente bizonyos számú bárányt kapott, valószínűleg közvetlenül a helyi pásztoroktól. Egy 1377-ből származó dokumentumban eme szigetecske lakójaként Ivan Marinićot említik, aki bizonyára az ottani javak őrzője volt. Az is ismert, hogy akkor főként szarvasmarha tenyésztés folyt a szigeten. A 15. század közepén a kolostornak 871 juha, 225 kecskéje és 9 tehene volt a szigeten. Feltételezhető, hogy a kolostor állatállamányának nagyobb részét ebben az időben a szigeten tartották.
A kolostor birtoklása azonban nem volt folyamatos. Egy 1713. május 20-án kelt szerződésből már arról értesülünk, hogy a szigetet évi 390 velencei líráért a pagi Petrović testvérek bérelték. Két évvel később a bérleti díjat 415 lírára emelték. A szerződést később biztosan megújították, de erről nincsenek megbízható bizonyítékaink. Csak az ismert, hogy III. Benedek pápa 1729. december 30-i bullájával Maun területén az „illír szeminárium” tulajdonának egy részét a szomszédos Mali és Veli Brušnjak szigetekkel osztotta meg. Egy 1768-ból származó forrás arról számol be, hogy a szigeten van egy templom, amelyet Szent Krševannak szenteltek. Később, a 19. században a templom a Szent Antal nevet viselte. Ennek falai ma is láthatók a szigeten. 1841-ig a szigetet a pagi Palčić család örökösei vették bérbe, ekkor felmondták bérletüket. Ezt követően a zárai államügyészség árverésre bocsátotta a sziget bérlését, ami csak a legeltetésről szólt. Ezen az árverésen a pagi Nikola Čepola vette bérbe. A bérlő nem tarthatott disznókat a szigeteken, és nem vághatott ki fát sem a szeminárium előzetes beleegyezése nélkül. Ezzel szemben a föld legalább egy gonjajára szőlőt ültethetett. A bérleti szerződést tíz évre, azaz 1850 végéig rendezték. A szerződést minden bizonnyal legalább tíz évre meghosszabbították. Ugyanis 1863-ban a bérletet a zárai Marko Perlininek adták. Természetesen ez a megállapodás nem maradt sokáig érvényben. Már a hetvenes években szigetet az olibi Budiš testvérek bérelték. Néhány lakóház is épült az itteni pásztorok elszállásolására. Ebben az időben a sziget legnagyobb részét szőlővel telepítették be, elsősorban azoknak a pásztoroknak a szükségleteire, akik az olibi egyházközségnek voltak alárendelve. Ez az állapot a század végéig maradt, akkor ugyanis Maun már nem sok hasznot hozott a szeminárium számára. 
1895-ben a Szentszék egyetértésével az egyház a szigetet eladta a novaljai Palčić család két rokonának 26 000 forint összegért, úgy tűnik azonban, hogy a sziget nem sokáig maradt a tulajdonukban, mert számunkra ismeretlen okokból elidegenítették. Nem teljesen ismert, hogy a sziget mikor és milyen módon került a pagi közösség tulajdonába az ottani pásztorok és szarvasmarhák elhelyezésére, amint azt egy vonatkozó forrás állítja. Valamivel fiatalabb forrásból már egyértelmű, hogy a Pag-szigethez hasonlóan Maun összes legelője a pagiaké volt. Ismeretes, hogy a szarvasmarhákról és a meglévő szőlőültetvényekről mindig több ember gondoskodott a szigeten. Természetesen a juhok gondozása, legeltetése, fejése és a sajt készítése foglalkoztatta őket leginkább, mint ez a mai napig is megmaradt.

## Fordítás
Ez a szócikk részben vagy egészben  a   Maun című horvát Wikipédia-szócikk ezen változatának fordításán alapul.  Az eredeti cikk szerkesztőit annak laptörténete sorolja fel. Ez a jelzés csupán a megfogalmazás eredetét és a szerzői jogokat jelzi, nem szolgál a cikkben szereplő információk forrásmegjelöléseként.